# Awra Amba
Awra Amba (amharisch አውራ አምባ) ist ein selbstverwaltetes äthiopisches Dorf in der Provinz Amhara, in dem es keine Religionen gibt, in dem Gleichberechtigung von Frauen und Männern herrscht und in dem alle Bewohner zum gemeinsamen Wohl zusammenarbeiten.
Der Ort liegt 1900 m über Meeresspiegel, 74 km entfernt von Bahir Dar und rund 630 km entfernt von der Landeshauptstadt Addis Abeba.

## Geschichte
Gegründet wurde das Dorf im Jahr 1980 von Zumra Nuru, der vorher als Wanderprediger vergeblich für seine Ideen geworben hatte. Aus einem alevitischen Dorf warb er 70 Anhänger ab und siedelte sich auf einer 2000 Meter hoch gelegenen Brachfläche an. Die ersten Jahre waren hart, aber mit dem Fleiß der Bewohner entwickelte sich ein bescheidener Wohlstand im Dorf.
Ende der 1980er Jahre wollte das marxistische Regime Zumra Nuru als Konterrevolutionär verhaften lassen. Er floh, und die Gemeinschaft löste sich auf. Nach dem Sturz des kommunistischen Regimes 1991 kehrten die meisten Bewohner zurück, und das Dorf nahm einen bemerkenswerten Aufschwung. Eine Schule für die Kinder wurde gebaut, ein Altersheim, eine Stoffmanufaktur mit Webstühlen, eine Schneiderei und eine Kornmühle. Gewinne werden unter den Dorfbewohnern aufgeteilt.
Kirchen oder Moscheen gibt es nicht im Dorf. Religionsgemeinschaften, religiöse Riten und Festtage sind abgeschafft. Zumra Nuru ist Analphabet. Er ist der Ansicht, dass Religionen mehr Unheil als Frieden stiften.
Neben der Religionsausübung ist auch der Konsum von Alkohol verboten. Wer ein drittes Mal beim Alkoholkonsum erwischt wird, muss das Dorf verlassen. Mädchen dürfen erst ab 18 Jahren heiraten, Männer ab 22 Jahre.
Heute leben über 400 Menschen im Dorf und der Wohlstand steigt. Sozialforscher aus aller Welt besuchen das Dorf. Von benachbarten Gemeinden wird Awra Amba mit Skepsis, manchmal mit Feindseligkeit betrachtet.

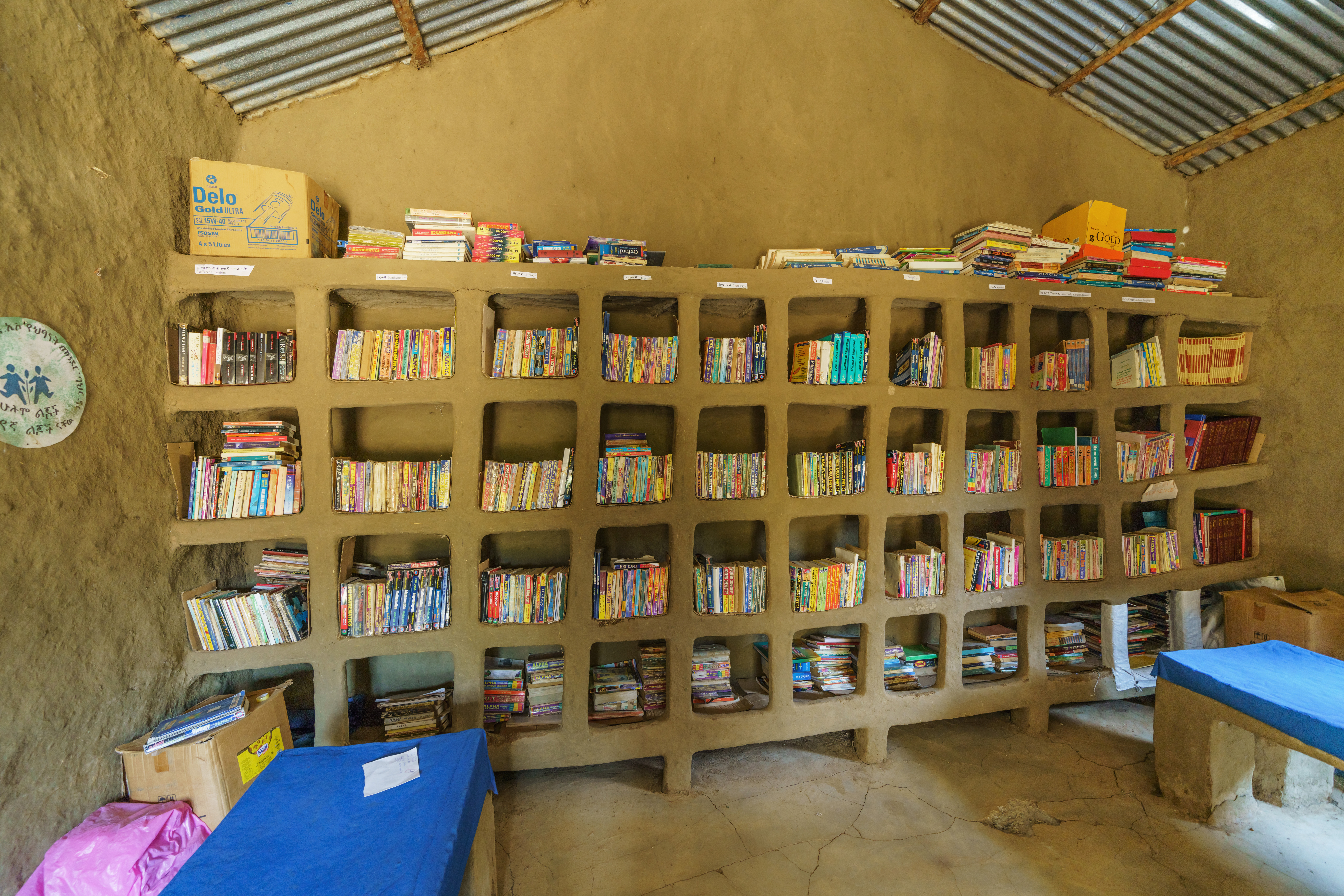
Grundschul-Bibliothek
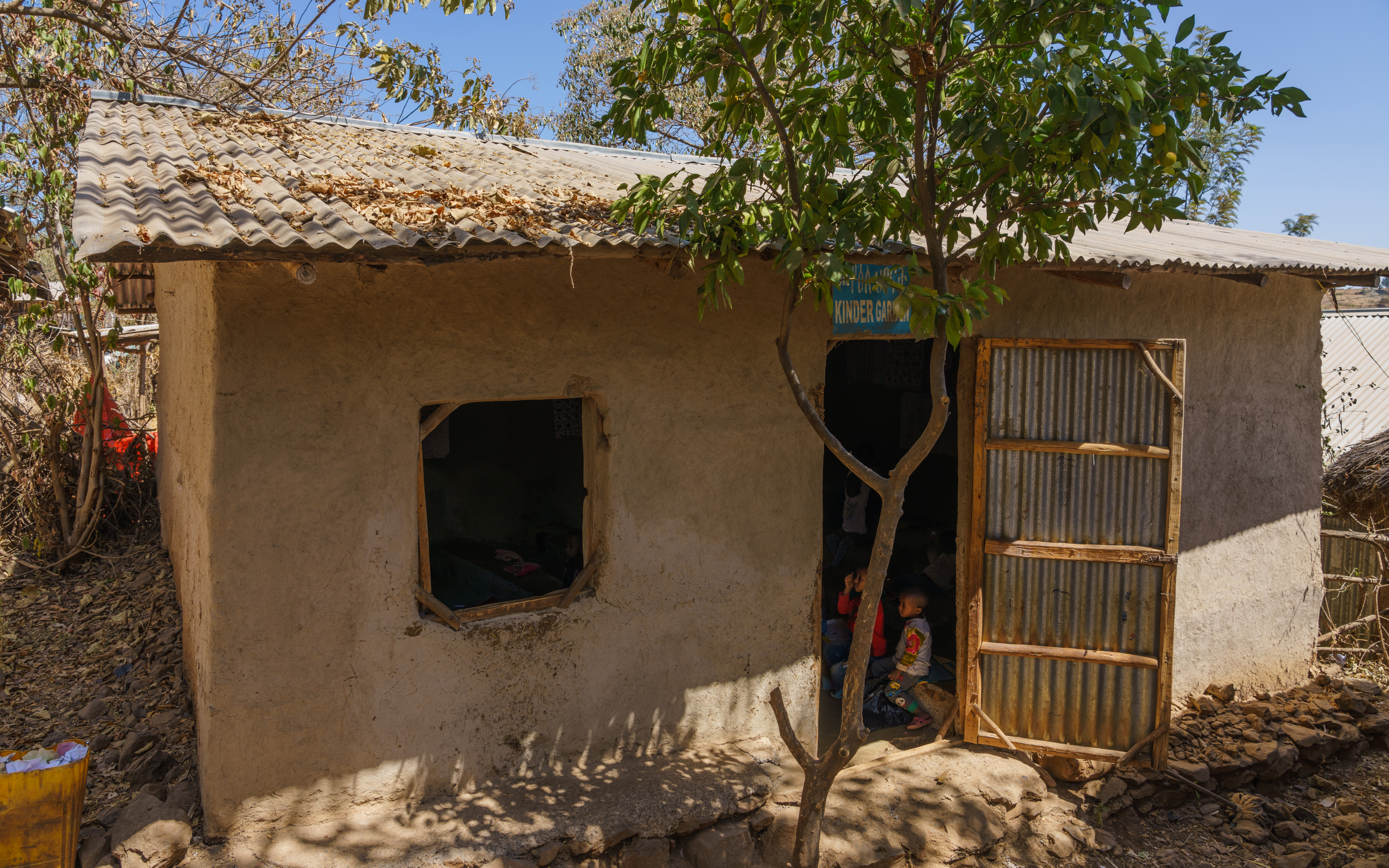
Kindergarten
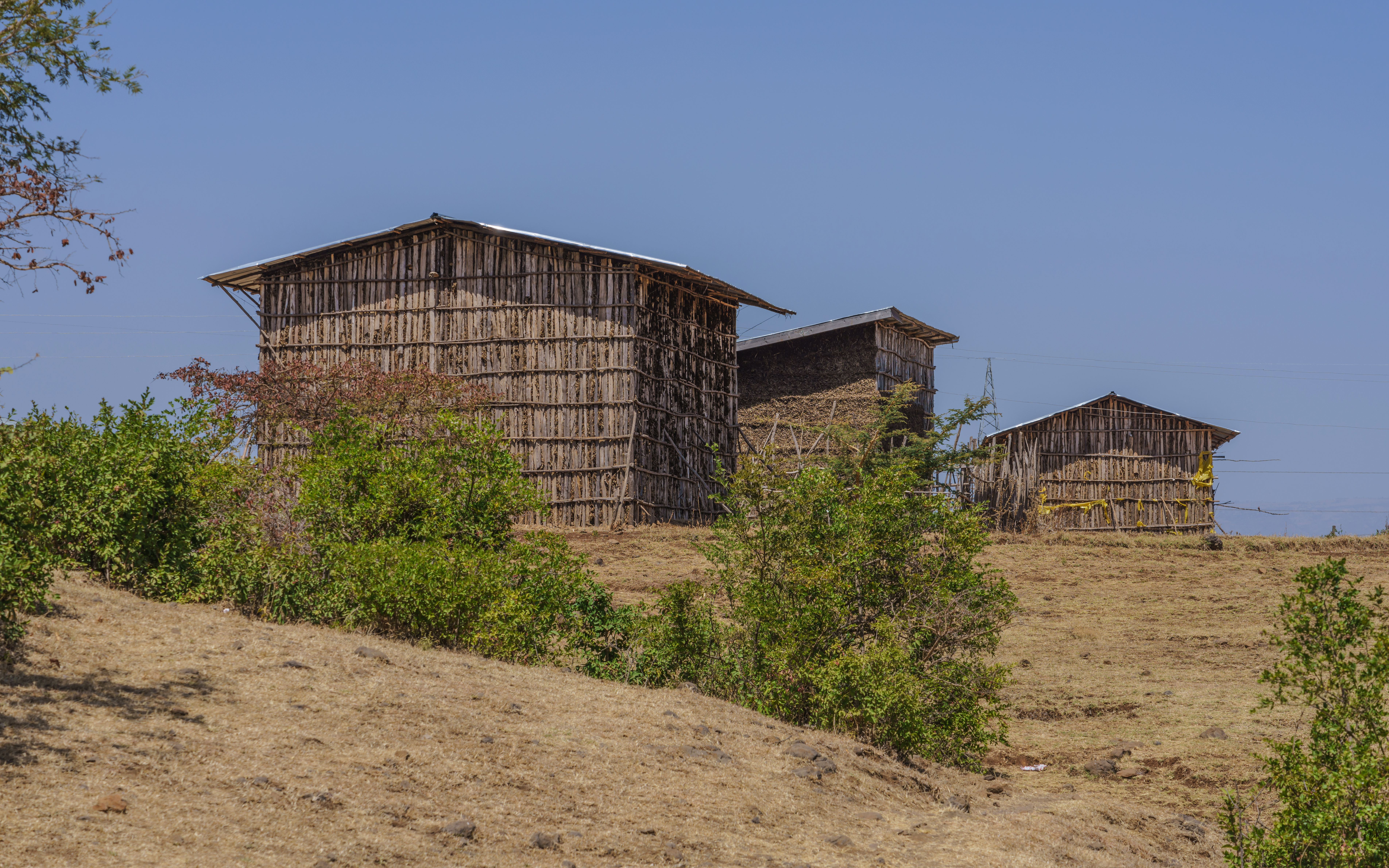
Wohnhütten
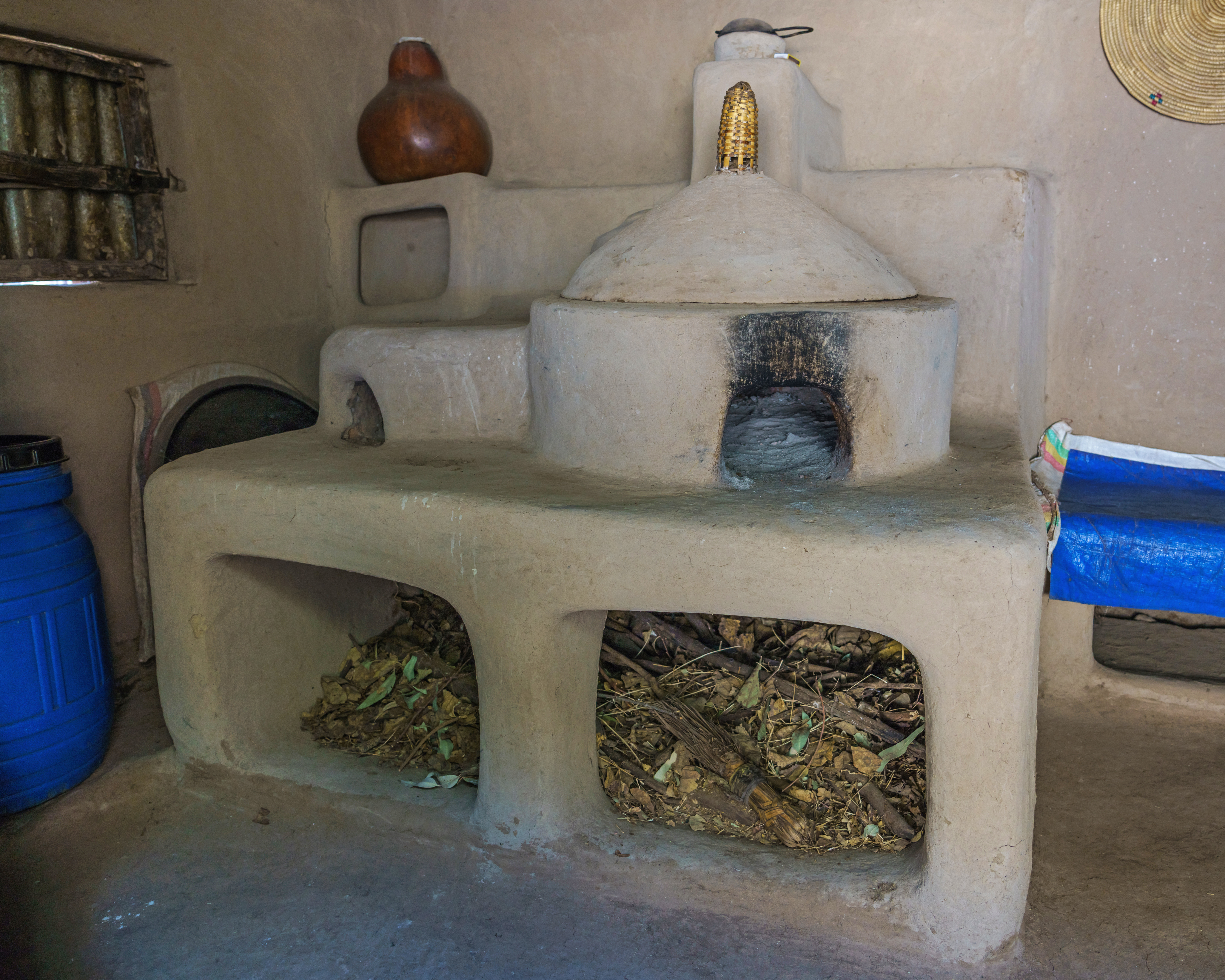
Ofen in einem der Wohnhäuser
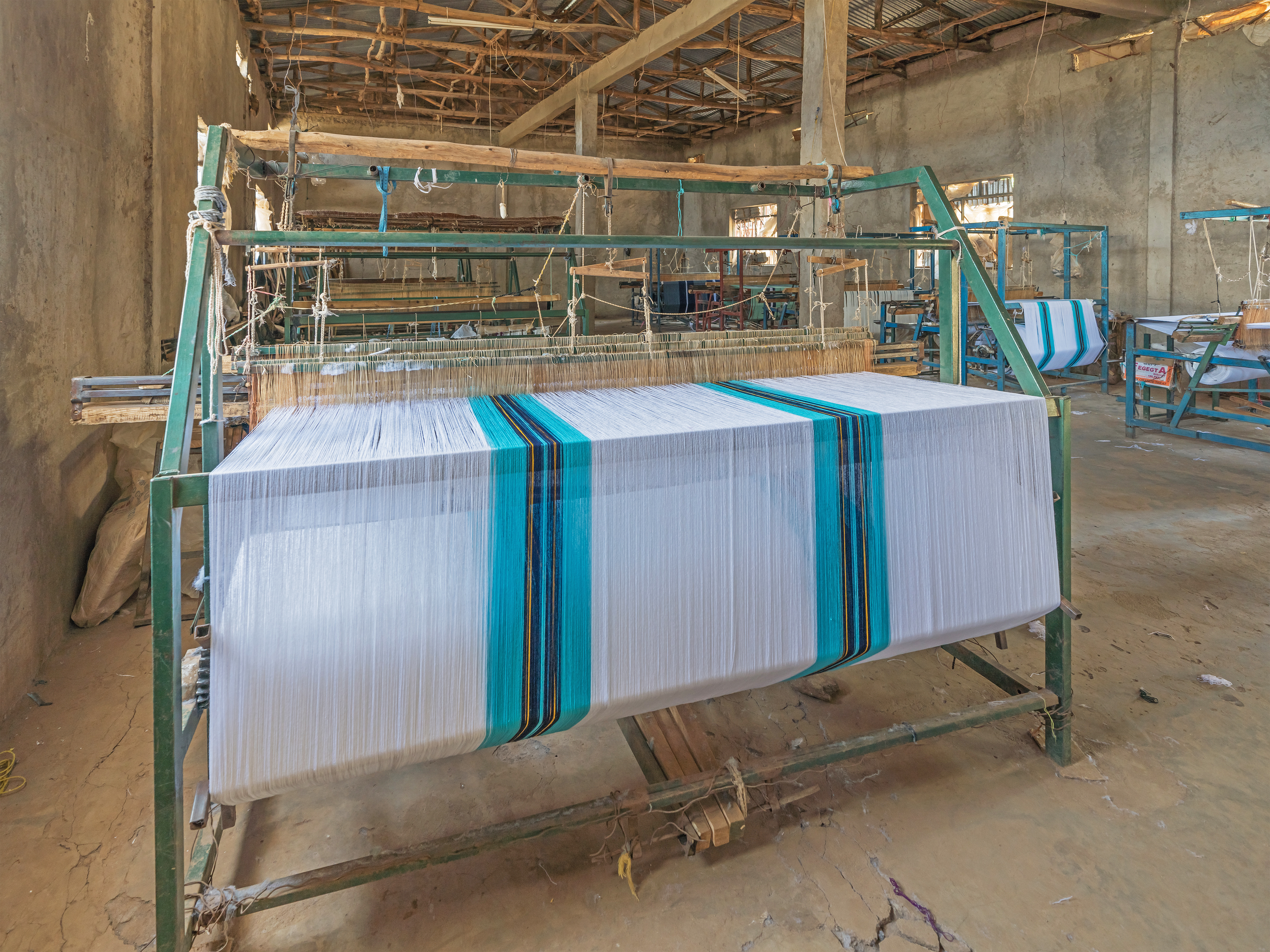
Webmanufaktur
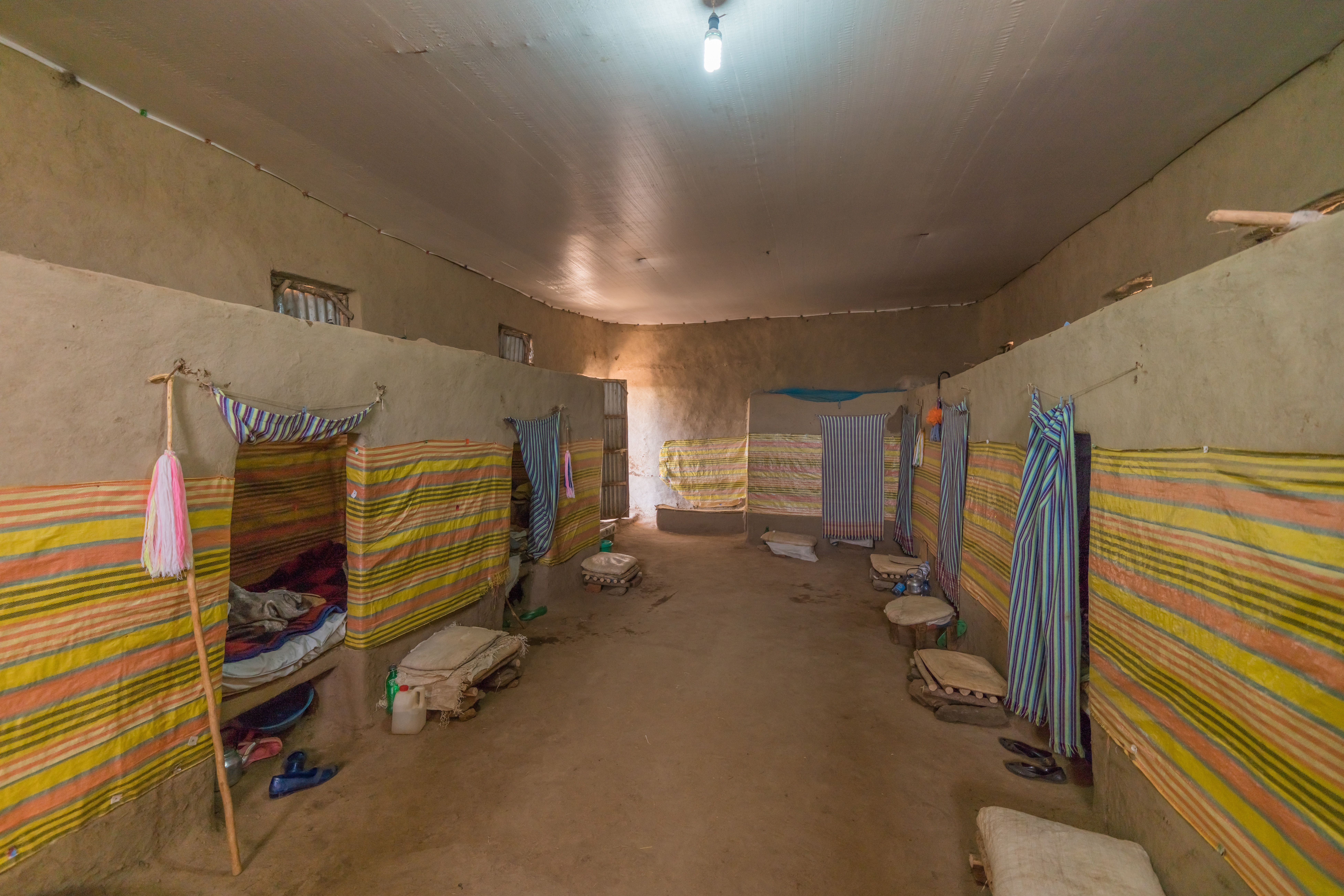
Altenheim